# Władysław Puślecki
Władysław Puślecki (ur. 11 maja 1933 w Bartoszewicach, zm. 8 grudnia 2008 w Opolu) – polski pedagog, profesor nauk humanistycznych, specjalista w zakresie dydaktyki ogólnej i alternatywnej, propagator „pełnomocności ucznia”, poszukiwacz szkoły przyszłości, wychowawca wielu pokoleń nauczycieli.

## Życiorys
W 1952 r. podjął naukę w Państwowym Liceum Pedagogicznym w Sulechowie, a po ukończeniu został kierownikiem szkół podstawowych w Jedlince, następnie w Małomicach i Lubiechowie. Ukończył Liceum Pedagogiczne (1956) i Studium Nauczycielskie w Szczecinie (kierunek historia). Po uzyskaniu dyplomu Studium Nauczycielskiego w 1962 r. rozpoczął pracę w administracji szkolnej. Pracując w latach 1962-1967 na stanowisku podinspektora szkolnego w Wydziale Oświaty w Szprotawie.
W latach 1963–1967 studiował zaocznie w Instytucie Pedagogiki Wyższej Szkoły Pedagogicznej w Krakowie i tam uzyskał dyplom magistra (1967) na podstawie pracy magisterskiej pt. Rola doświadczeń rolniczych w procesie nauczania szkół przysposobienia rolniczego, wykonanej pod kierunkiem prof. Jana Kulpy. W latach 1968–1974 pełnił funkcję inspektora szkolnego w Słubicach.
Pod kierunkiem prof. Stanisława Szajka opracował w roku 1973 dysertację doktorską na temat Wiedza i umiejętności rolnicze kandydatów do Zasadniczych Szkół Rolniczych – ich źródła i wykorzystanie w procesie kształcenia, którą obronił w Uniwersytecie im. Adama Mickiewicza w Poznaniu.
Adiunkt w Instytucie Pedagogiki Wyższej Szkoły Pedagogicznej w Opolu (1974), a od roku 1978 docent w Instytucie Pedagogiki Wyższej Szkoły Pedagogicznej w Opolu. Od 12 maja 1983 profesor nadzwyczajny, a od 1 czerwca 1997 r. profesor zwyczajny pełniąc funkcję Kierownika Zakładu Pedagogiki Wczesnoszkolnej w Uniwersytecie Opolskim. W latach 1989–2004 dyrektor Instytutu Pedagogiki Wczesnoszkolnej Uniwersytetu Opolskiego. Od roku 1996 przewodniczący Zespołu Edukacji Elementarnej Komitetu Nauk Pedagogicznych Polskiej Akademii Nauk. Członek Zarządu Głównego Polskiego Towarzystwa Pedagogicznego.
Także wykładowca między innymi Katedry Podstawowych Problemów Wychowania Wydziału Teologicznego Chrześcijańskiej Akademii Teologicznej w Warszawie, Instytutu Pedagogiki Wydziału Nauk Pedagogicznych Dolnośląskiej Szkoły Wyższej Edukacji Towarzystwa Wiedzy Powszechnej we Wrocławiu, Wyższej Szkoły Pedagogicznej im. Janusza Korczaka w Warszawie, Wydziału Pedagogicznego Wyższej Szkoły Społeczno-Ekonomicznej w Warszawie oraz Instytutu Studiów Edukacyjnych Wydziału Historyczno-Pedagogicznego Uniwersytetu Opolskiego.
Zmarł 8 grudnia 2008 roku w Opolu.

## Współpraca
- Polska Akademia Nauk
- Instytut Śląski
- Opolskie Towarzystwo Przyjaciół Nauk
- Karkonoskie Towarzystwo Naukowe w Jeleniej Górze
- Polskie Towarzystwo Pedagogiczne
- Komitet „Polska 2000”
- Pedagogická Fakulta w Hradec Kralove
- Uniwersytet im. Łomonosowa w Moskwie
- Pädagogische Hochschule w Poczdamie
- Uniwersytet w Jönköping (Szwecja)
- Oddziały Doskonalenia Nauczycieli w Opolu i Jeleniej Górze
- Komitet Narodowy Czynu Pomocy Szkole
- Naukowe Koło Pedagogów
- Redaktor naczelny Zeszytów Naukowych „Pedagogika innowacyjna” (Jelenia Góra).
- Redaktor naczelny Zeszytów Naukowych „Pedagogika” WSP i UO (Opole)
- Przewodniczący Zespołu Edukacji Elementarnej Komitetu Nauk Pedagogicznych PAN

## Odznaczenia
- Brązowy Krzyż Zasługi (1970)
- Honorowa odznaka „Ruchu Przyjaciół Harcerstwa” (1971)
- Złota Odznaka ZNP (1972)
- Odznaka Honorowa „Za zasługi dla rozwoju województwa zielonogórskiego” (1972)
- Odznaka Honorowa „Zasłużony Działacz Kultury” (1973)
- Medal Komisji Edukacji Narodowej (1973)
- Odznaka TPD „Przyjaciel Dziecka” (1974)
- Odznaka Honorowa „Zasłużony dla Szkolnictwa Lubuskiego” (1974)
- Złoty Krzyż Zasługi (1976)
- Odznaka Honorowa „Zasłużonemu Opolszczyźnie” (1985)
- Krzyż Kawalerski Orderu Odrodzenia Polski (1986)